# نخل‌گردانی

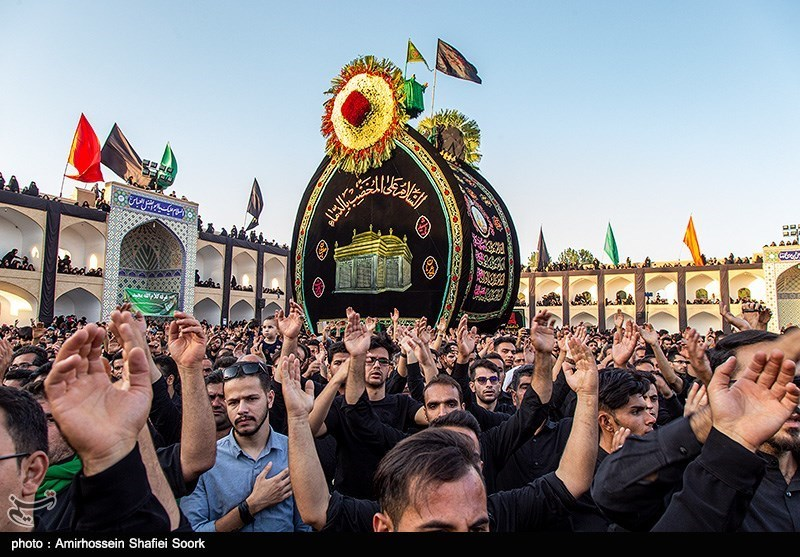
آیین نخل‌برداری در حسینه سفید اشکذر

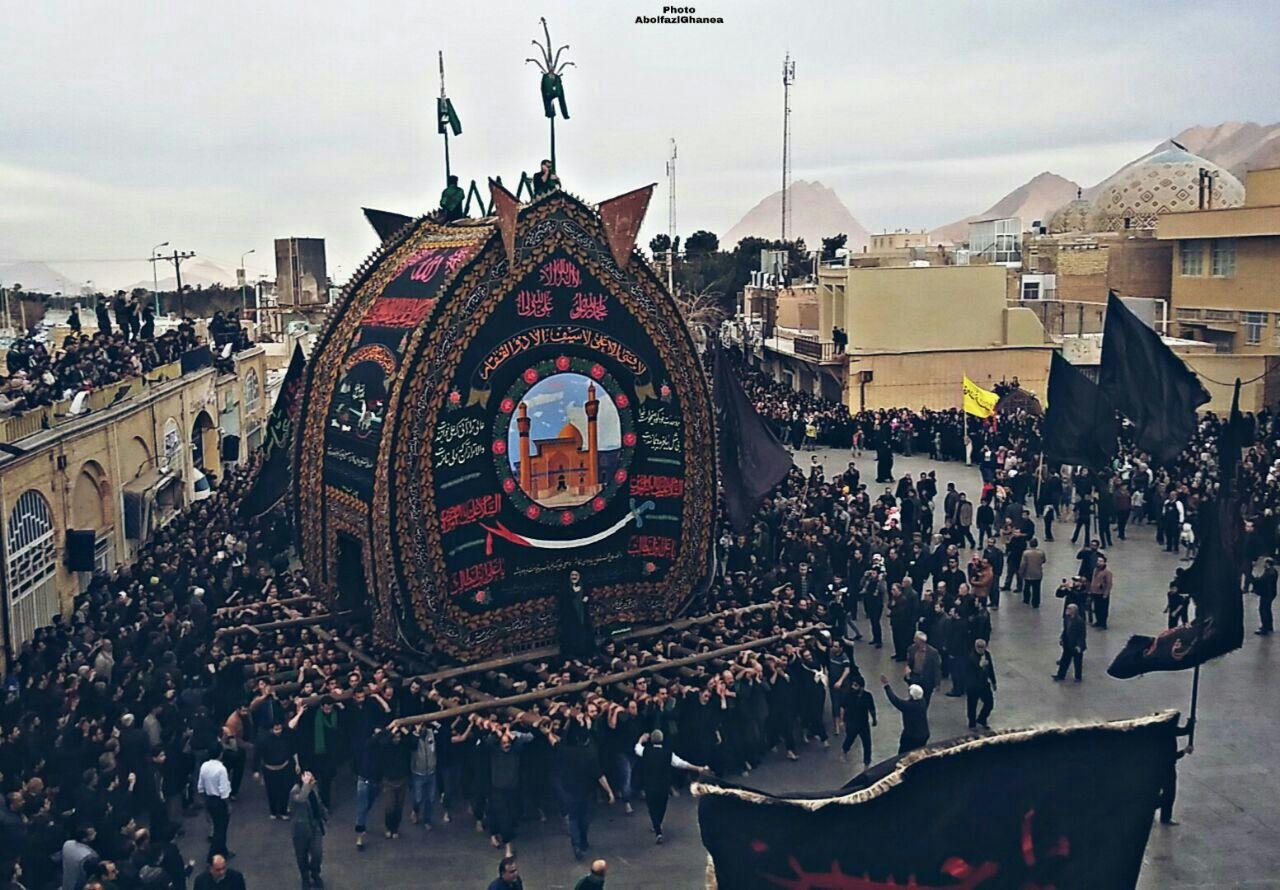
آیین نخل‌گردانی در تفت

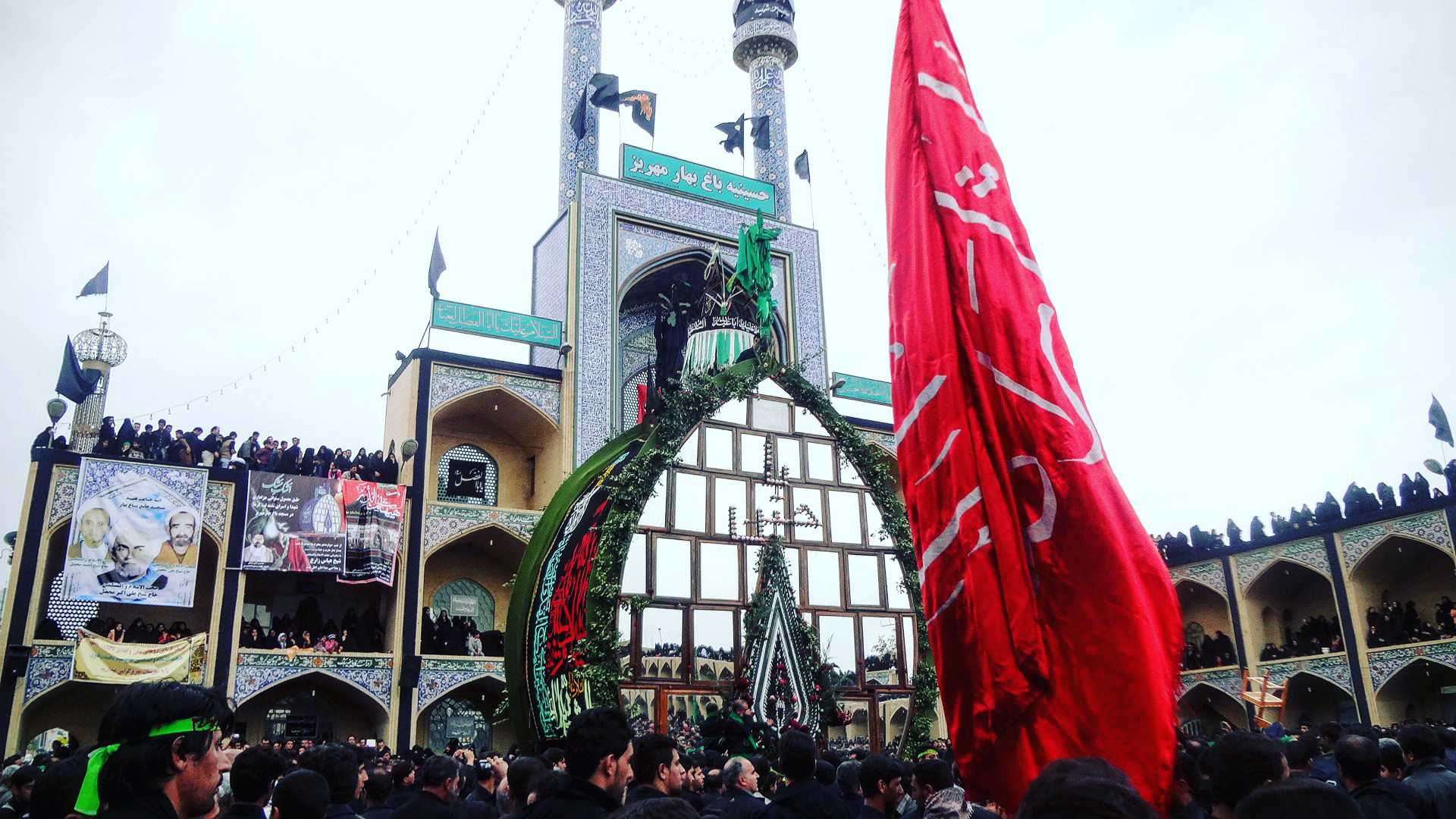
آیین نخل‌گردانی در مهریز، استان یزد

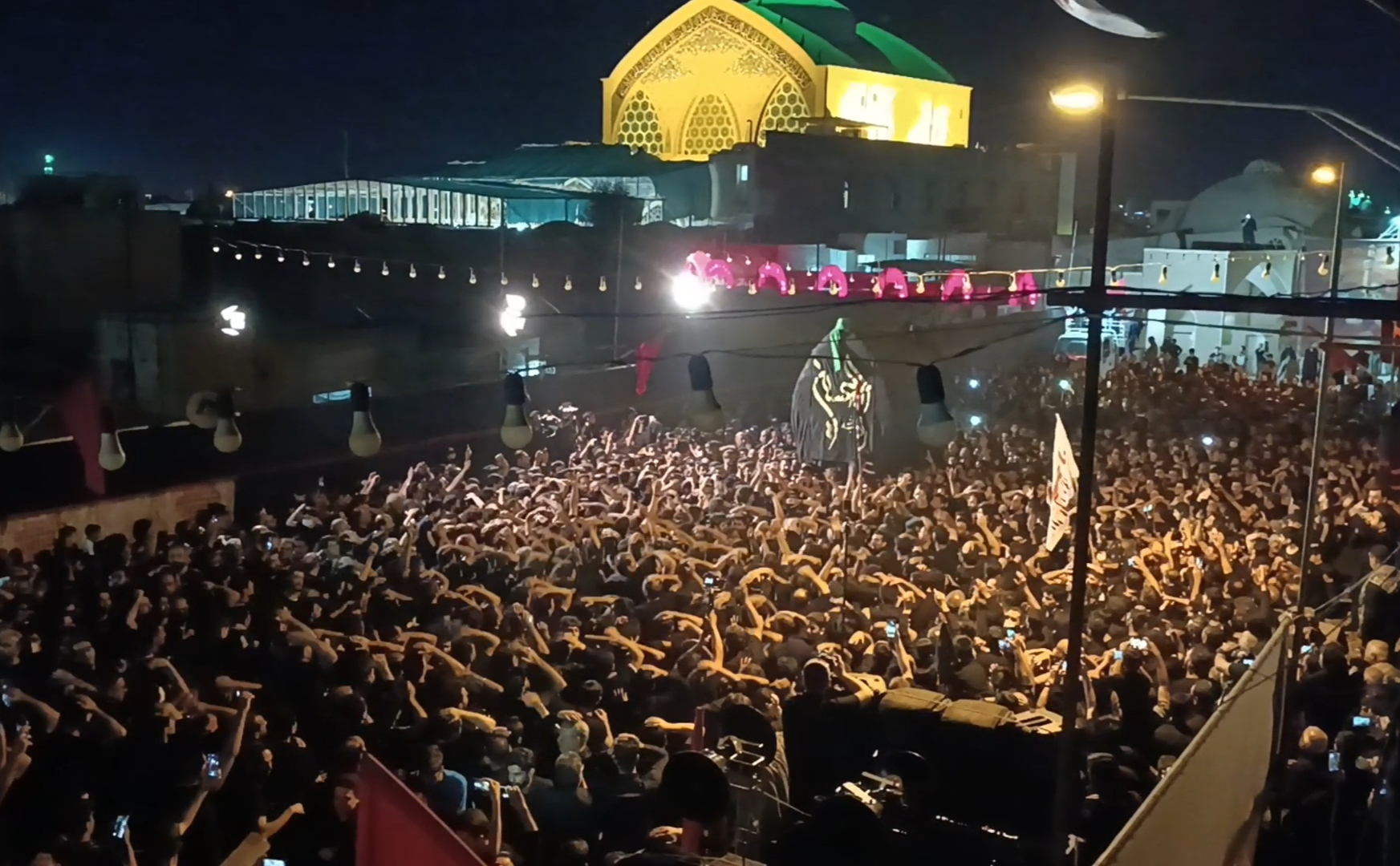
آیین نخل‌گردانی در هیئت حسینی نخل کاشان

نخل‌گردانی یا نخل‌برداری، حملِ تابوت چوبی عظیم و نمادی از سوگواری محرم در ایران است. در دههٔ اول این ماه، تابوت درحالی‌که توسط پارچه‌های مشکی و سبز پوشانده شده، توسط عزاداران پرشماری (به‌دلیل وزن زیادِ آن) حمل می‌شود. این سازه مابقی روزهای سال در حسینیه‌ها و مساجد نگهداری می‌شود.
سابقه نخل را به قبل از اسلام و زمان ساسانیان و مرتبط با سوگواری سیاوش می‌دانند. قربانی کردن گوسفند، دود کردن اسفند، سینه‌زنی، نوحه‌خوانی و… از آیین‌های جانبی این مراسم بزرگ و سنتی است. نخل‌ها در طول مدت سال در مقابل یا داخل حسینیه‌ها نگهداری می‌شوند. در اجرای این مراسم باشکوه تقسیم کار جالبی وجود دارد که در برخی شهرها این سنت هنوز به دقت انجام می‌شود به گونه‌ای که بلند کردن هر پایهٔ نخل برای طایفه خاصی بوده و کسی حق سرپیچی از آن موازین را ندارد و معمولاً این حق موروثی است.

## نخل گردانی در شهرهای مختلف

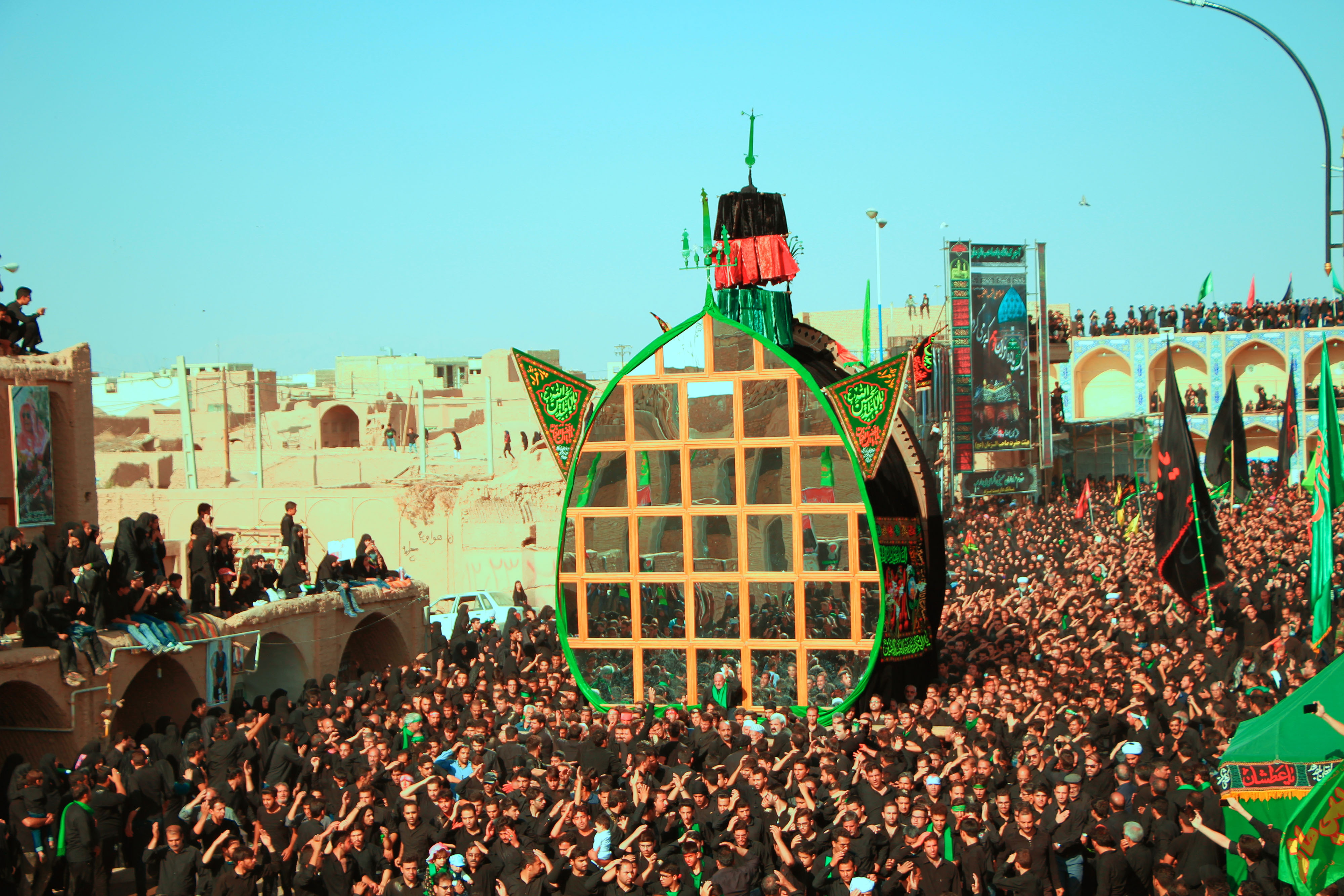
نخل گردانی در ایران

آیین نخل‌گردانی در بافق، میبد، یزد، تفت، زارچ، مهریز و اشکذر در استان یزد، کاشان ،نطنز، زواره، خور و بیابانک ، ورزنه و طرق‌رود در استان اصفهان، طبس، گناباد، فردوس، فدافن و سرایان در استان خراسان، شاهرود،
دامغان و مهدیشهر  در استان سمنان، استهبان در استان فارس، زیارت کیلان در استان تهران، اورطه‌دشت و آمل در استان مازندران، تفرش و خمین و در روستای مزوش از توابع شهر دلیجان در استان مرکزی (که این روستا یکی از کهن ترین و متفاوت ترین آیین‌های نخل گردانی در کشور را دارد) و بسیاری نقاط دیگر ایران برگزار می‌شود. 
در شهرهای مختلف، شیوهٔ اجرا، نوع تزئین و تعداد نخل‌ها فرق می‌کند. شکل ظاهری نخل به صورت یک جناغ قوسی شکل است. برخی نخل‌ها بیش از یک تن وزن دارد. بستن نخل‌ها با مهار تمامی چوب‌های نخل با مهارت خاصی توسط نخل بند انجام می‌شود. این مراسم‌های نخل‌گردانی در اکثر مناطق کشور اجرا می‌شود.
مراسم نخل‌گردانی مانند همه مراسم‌های مذهبی که در ایام عاشورا و محرم در سراسر کشور برگزار می‌شود، ریشه در اعتقادات مذهبی مردم دارد. سبک اجرای هر مراسم مانند نخل‌گردانی تقریباً در تمامی کشور تا حدودی شبیه به هم می‌باشد تفاوت در نحوه اجرا، مکان و زمان اجرا و برخی اعتقادات خاص به نخل می‌باشد. آنچه در نخل گردانی و مراسم اجرایی این رسم قدیمی در محرم مطرح است اجتماع یکپارچه و هماهنگی خاص مردم است.
نخل گردانی در حقیقت یک اجتماع یا همایش بزرگ اجتماعی- فرهنگی و دینی است. بخش زیادی از شهرها و روستاها را در بر می‌گیرد. نخل‌گردانی شهرهای ایران به مراسم عزاداری ماه محرم شکوه و جلال خاصی می‌بخشد از طرفی باعث همدلی و همکاری کلیه مردم اعم از پیر و جوان، و زن و مرد می‌شود.

## نگارخانه

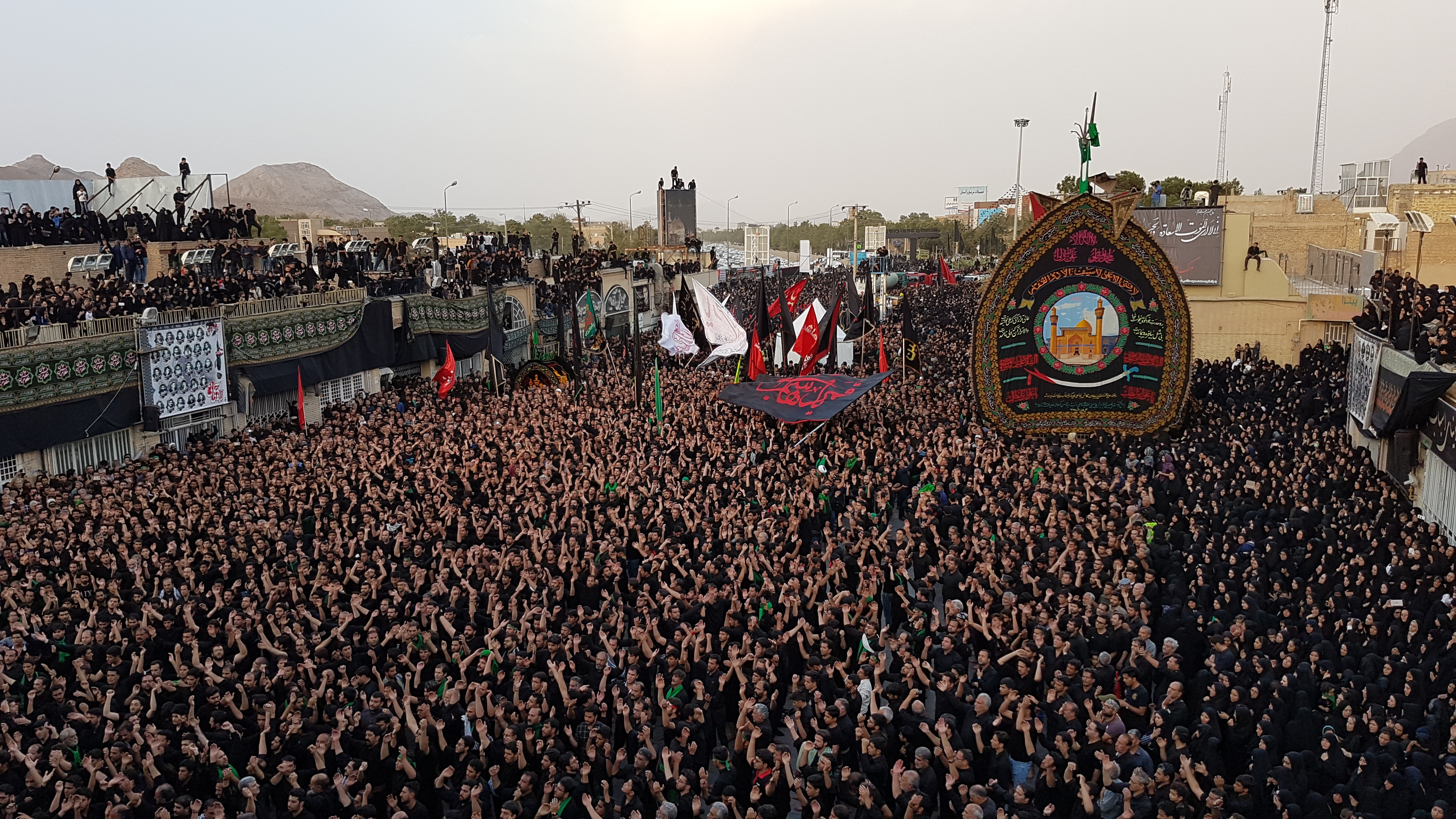
مراسم نخل‌برداری ظهر روز عاشورا در حسینه شاه‌ولی تفت